# フリオ・ウリアス
- フリオ・ウリーアス

フリオ・セサル・ウリアス・アコスタ（Julio César Urías Acosta, 1996年8月12日 - ）は、メキシコ合衆国シナロア州クリアカン出身のプロ野球選手（投手）。フリーエージェント（FA）。

## 経歴

### ドジャース時代
2012年6月にヤシエル・プイグの視察のためメキシコに訪れていたロサンゼルス・ドジャースのスカウトの目に留まり8月17日に契約を結び、プロ入りを果たした。この年はプレーしなかった。
2013年1月31日にルーキー級ドミニカン・サマーリーグ・ドジャースへ配属され、5月23日に最年少投手としてプロデビューを果たした。5月26日にA級グレートレイクス・ルーンズへ配属された。8月31日にテンポラリリー・インアクティブ・リストに登録された。9月26日に復帰した。A級グレートレイクスでは18試合に先発登板し、2勝0敗、防御率2.48、67奪三振を記録した。
2014年はスプリングトレーニングに招待選手として参加。3月31日にA+級ランチョクカモンガ・クエークスへ配属された。6月にオールスターフューチャーズゲームの世界選抜に選出された。7月12日にテンポラリリー・インアクティブ・リストに登録され、15日に復帰した。25試合（20試合で先発）登板し、2勝2敗、防御率2.36、109奪三振を記録した。オフにドジャースのマイナーリーグ最優秀投手賞を受賞した。
2015年もスプリングトレーニングに招待選手として参加。4月8日にAA級タルサ・ドリラーズへ配属された。5月18日に目の手術のため故障者リストに登録され、7月10日にリハビリのためルーキー級アリゾナリーグ・ドジャースへ配属された。7月21日にA+級ランチョクカモンガへ昇格し、7月24日にAA級タルサへ昇格した。8月31日にAAA級オクラホマシティ・ドジャースへ昇格した。同年は4チーム合計で18試合に先発登板し、3勝5敗、防御率3.81、88奪三振を記録した。
2016年も3年連続でスプリングトレーニングに招待選手として参加し、開幕はAAA級オクラホマシティで迎えた。5月27日にメジャー契約を結び、同日のニューヨーク・メッツ戦で先発起用されメジャーデビューを果たした。デビューから7試合目となる6月28日のミルウォーキー・ブルワーズ戦で初勝利を挙げた。10代での初勝利はMLBでは2005年のフェリックス・ヘルナンデス以来11年ぶりのことだった。メジャー1年目は18試合に登板（先発15試合）で5勝2敗、防御率3.39の成績を残した。チームが4年連続のナ・リーグ西地区優勝を果たして迎えたポストシーズンにもロースター入りし、10月13日のワシントン・ナショナルズとのディビジョンシリーズ第5戦の5回に3番手として初登板、2.0イニングを無失点で抑え勝利投手となった。20歳62日でのポストシーズン登板は1956年のワールドシリーズ第4戦におけるドン・ドライスデールの20歳76日を更新するドジャースの最年少記録となった。MLB全体でも1967年のワールドシリーズ第4戦におけるケン・ブレット（19歳20日）、1970年のアメリカンリーグチャンピオンシップシリーズ第3戦におけるバート・ブライレブン（19歳182日）、1970年のナショナルリーグチャンピオンシップシリーズ第2戦におけるドン・ガレット（19歳271日）に次ぐ史上4位の記録である。チームはリーグチャンピオンシップシリーズへの進出を果たし、シカゴ・カブスとのリーグチャンピオンシップシリーズ第4戦に先発したが、3.2イニングを4失点で敗戦投手となった。チームは2勝4敗で敗退した。
2019年5月13日夜、ビバリーヒルズにあるショッピングモール（en:Beverly Center）の駐車場で、女性を暴行した容疑でロサンゼルス市警察に逮捕された。保釈金2万ドルを支払い、翌5月14日に釈放された。8月17日にMLBはウリアスに20試合の出場停止処分を科した。その後、DVのカウンセリングプログラムを修了することを条件に不起訴処分となった。
2020年はCOVID-19の影響で80試合の短縮シーズンとなる中、11試合（先発10試合）に登板し3勝を記録した。
2021年は開幕から先発ローテーションに定着。安定して白星を積み重ね、10月2日のミルウォーキー・ブルワーズ戦にてメキシコ人選手としては史上4人目となるシーズン20勝を記録し、最多勝のタイトルを獲得した。オフの11月23日に自身初めてオールMLBチームのセカンドチーム先発投手の1人に選出された。
2022年は17勝7敗、防御率2.16の成績を記録し、最優秀防御率のタイトルを獲得した。オフの11月16日に全米野球記者協会（BBWAA）によって行われたサイ・ヤング賞投票では、2位票が7、3位票が9、4位票が5、5位票が1の計66ポイントで3位となった。12月5日には2年連続2度目となるセカンドチームの先発投手の1人としてオールMLBチームに選出された。
2023年はシーズン開幕前の3月に開催された第5回ワールド・ベースボール・クラシック（WBC）のメキシコ代表に選出された。開幕後は21試合に先発登板し、11勝8敗、防御率4.60の成績を残していたが、9月3日にDVの疑いにより2度目となる逮捕、6日に制限リスト入りで出場停止となり、そのままシーズンを終えた。オフの11月3日にフリーエージェント（FA）となった。
2024年4月10日、5件の罪に問われ起訴された。

## 選手としての特徴
| 球種           | 割合 | 平均球速 | 平均球速 | 最高球速 | 最高球速 |
| 球種           | %    | mph      | km/h     | mph      | km/h     |
| -------------- | ---- | -------- | -------- | -------- | -------- |
| フォーシーム   | 47.8 | 94.1     | 151.4    | 97.2     | 156.4    |
| カーブ         | 34.2 | 81.4     | 131      | 86.4     | 139      |
| チェンジアップ | 17.3 | 86.8     | 139.7    | 90.2     | 145.2    |
| シンカー       | 0.6  | 94.3     | 151.8    | 96.2     | 154.8    |
| スライダー     | 0    | 83.5     | 134.4    | 83.5     | 134.4    |

オーバーハンドから、最速98mph（約157.7km/h）・平均93~94mph（約150~151km/h）のフォーシームと、平均81.4mph（約131km/h）のカーブ、平均86.8mph（約139.7km/h）のチェンジアップを使用する。平均85mph（約137km/h）のスライダーもあるが、2021年は1球しか投げていない。
牽制がうまく、2016年は77イニングを投げて一塁走者を6回刺している。

## 人物
幼少期に左目を3回手術しており、ほとんど見えていないが、盲目ではない。ただ、本人は「"これは神の仕業。彼は悪い左目をよこしたが、よい左腕をくれた"」と語っている。2015年5月19日に手術を行い改善された。

## 詳細情報

### 年度別投手成績
| 年 度    | 球 団    | 登 板 | 先 発 | 完 投 | 完 封 | 無 四 球 | 勝 利 | 敗 戦 | セ 丨 ブ | ホ 丨 ル ド | 勝 率 | 打 者 | 投 球 回 | 被 安 打 | 被 本 塁 打 | 与 四 球 | 敬 遠 | 与 死 球 | 奪 三 振 | 暴 投 | ボ 丨 ク | 失 点 | 自 責 点 | 防 御 率 | W H I P |
| -------- | -------- | ----- | ----- | ----- | ----- | -------- | ----- | ----- | -------- | ----------- | ----- | ----- | -------- | -------- | ----------- | -------- | ----- | -------- | -------- | ----- | -------- | ----- | -------- | -------- | ------- |
| 2016     | LAD      | 18    | 15    | 0     | 0     | 0        | 5     | 2     | 0        | 0           | .714  | 336   | 77.0     | 81       | 5           | 31       | 0     | 4        | 84       | 3     | 0        | 32    | 29       | 3.39     | 1.45    |
| 2017     | LAD      | 5     | 5     | 0     | 0     | 0        | 0     | 2     | 0        | 0           | .000  | 102   | 23.1     | 23       | 1           | 14       | 1     | 1        | 11       | 1     | 1        | 15    | 14       | 5.40     | 1.59    |
| 2018     | LAD      | 3     | 0     | 0     | 0     | 0        | 0     | 0     | 0        | 0           | ----  | 13    | 4.0      | 1        | 0           | 0        | 0     | 0        | 7        | 0     | 0        | 0     | 0        | 0.00     | 0.25    |
| 2019     | LAD      | 37    | 8     | 0     | 0     | 0        | 4     | 3     | 4        | 7           | .571  | 326   | 79.2     | 59       | 7           | 27       | 1     | 5        | 85       | 2     | 1        | 28    | 22       | 2.49     | 1.08    |
| 2020     | LAD      | 11    | 10    | 0     | 0     | 0        | 3     | 0     | 0        | 0           | 1.000 | 224   | 55.0     | 45       | 5           | 18       | 0     | 0        | 45       | 2     | 0        | 20    | 20       | 3.27     | 1.15    |
| 2021     | LAD      | 32    | 32    | 0     | 0     | 0        | 20    | 3     | 0        | 0           | .870  | 745   | 185.2    | 151      | 19          | 38       | 3     | 7        | 195      | 2     | 1        | 67    | 61       | 2.96     | 1.02    |
| 2022     | LAD      | 31    | 31    | 0     | 0     | 0        | 17    | 7     | 0        | 0           | .708  | 689   | 175.0    | 127      | 23          | 41       | 0     | 5        | 166      | 0     | 1        | 51    | 42       | 2.16     | 0.96    |
| 2023     | LAD      | 21    | 21    | 0     | 0     | 0        | 11    | 8     | 0        | 0           | .579  | 482   | 117.1    | 112      | 24          | 24       | 0     | 6        | 117      | 2     | 1        | 61    | 60       | 4.60     | 1.16    |
| MLB：8年 | MLB：8年 | 158   | 122   | 0     | 0     | 0        | 60    | 25    | 4        | 7           | .706  | 2917  | 717.0    | 599      | 84          | 193      | 5     | 28       | 710      | 12    | 5        | 274   | 248      | 3.11     | 1.10    |

- 2023年度シーズン終了時
- 各年度の太字はリーグ最高

### WBCでの投手成績
| 年 度 | 代 表    | 登 板 | 先 発 | 勝 利 | 敗 戦 | セ ｜ ブ | 打 者 | 投 球 回 | 被 安 打 | 被 本 塁 打 | 与 四 球 | 敬 遠 | 奪 三 振 | 暴 投 | ボ ｜ ク | 失 点 | 自 責 点 | 防 御 率 |
| ----- | -------- | ----- | ----- | ----- | ----- | -------- | ----- | -------- | -------- | ----------- | -------- | ----- | -------- | ----- | -------- | ----- | -------- | -------- |
| 2023  | メキシコ | 2     | 2     | 1     | 0     | 0        | 35    | 9.0      | 8        | 3           | 1        | 0     | 10       | 0     | 0        | 7     | 7        | 7.00     |

### 年度別守備成績
| 年 度 | 球 団 | 投手（P） | 投手（P） | 投手（P） | 投手（P） | 投手（P） | 投手（P） |
| 年 度 | 球 団 | 試 合     | 刺 殺     | 補 殺     | 失 策     | 併 殺     | 守 備 率  |
| ----- | ----- | --------- | --------- | --------- | --------- | --------- | --------- |
| 2016  | LAD   | 18        | 1         | 16        | 1         | 0         | .944      |
| 2017  | LAD   | 5         | 1         | 0         | 3         | 0         | .250      |
| 2018  | LAD   | 3         | 0         | 0         | 0         | 0         | ----      |
| 2019  | LAD   | 37        | 4         | 6         | 4         | 0         | .714      |
| 2020  | LAD   | 11        | 2         | 3         | 0         | 0         | 1.000     |
| 2021  | LAD   | 32        | 3         | 18        | 0         | 0         | 1.000     |
| 2022  | LAD   | 31        | 3         | 11        | 1         | 0         | .933      |
| 2023  | LAD   | 21        | 5         | 13        | 0         | 1         | 1.000     |
| MLB   | MLB   | 158       | 19        | 67        | 9         | 1         | .905      |

- 2023年度シーズン終了時
- 各年度の太字はリーグ最高

### タイトル
- 最多勝利：1回（2021年）
- 最優秀防御率：1回（2022年）

### 表彰
MiLB
- テキサス・リーグ 週間最優秀投手：1回（2015年4月20日）

MLB
- ウォーレン・スパーン賞：2回（2021年、2022年）
- Topps ルーキーオールスターチーム（英語版） （左投手部門：2016年）[注 1]
- オールMLBチーム[42]
  - セカンドチーム先発投手：2回（2021年、2022年）

### 記録
MiLB
- オールスター・フューチャーズゲーム選出：1回（2014年）

MLB
- 初登板・初先発登板：2016年5月27日、対ニューヨーク・メッツ戦

### 背番号
- 78（2016年 - 同年途中）
- 7（2016年途中 - 2023年）